# Френк Спадоне
«Френк Спадоне» («Franck Spadone») — французький кінофільм 2000 року, знятий режисером Рішаром Беаном на кіностудії з Монікою Беллуччі і Станісласом Мераром у головних ролях.

## Сюжет
Підпільний злочинний світ існує у всіх великих містах світу. Париж — не виняток. Перший рівень — це кишенькові злодії, які майстерно виконують свою роботу. Лише вивчення того, як вони діють, може допомогти захиститися від дрібних крадіжок в метро. Світ насильства, сексуальної торгівлі, контрабанди — це повсякденне життя Парижа. Організована злочинність — всілякі відгалуження французької мафії, які серед іншого борються за зони впливу між собою.

## У ролях
- Моніка Беллуччі — Лаура
- Станіслас Мерар — Френк Спадоне
- Антуан Фаяр — Пабло
- Карло Брандт — Фердінанд
- Крістоф Ле Мань — Бруно
- Жан-Клод Лека — Жан
- Патрік Сюер — Генрі
- Барбара Ройг — Ізабелль
- Меєр Бокобза — Осмут
- Домінік Беснеар — експерт
- Франкі Пен — мати Френка
- Дідьє Агостіні — епізод
- П'єр Бо — епізод
- Даніель Лалу — епізод
- Філіпп Леембр — епізод
- Жіль Массон — епізод
- Дімітрі Сторож — епізод
- Даніель Таррар — епізод
- Олів'є Лобаше — епізод

## Знімальна група
- Режисер — Рішар Беан
- Сценарист — Рішар Беан
- Оператор — Філіпп Ван Леу
- Продюсери — Філіпп Каркассон, Ален Сард